# 蘇帕雷峰
46°27′54.36″N 9°35′43.08″E / 46.4651000°N 9.5953000°E

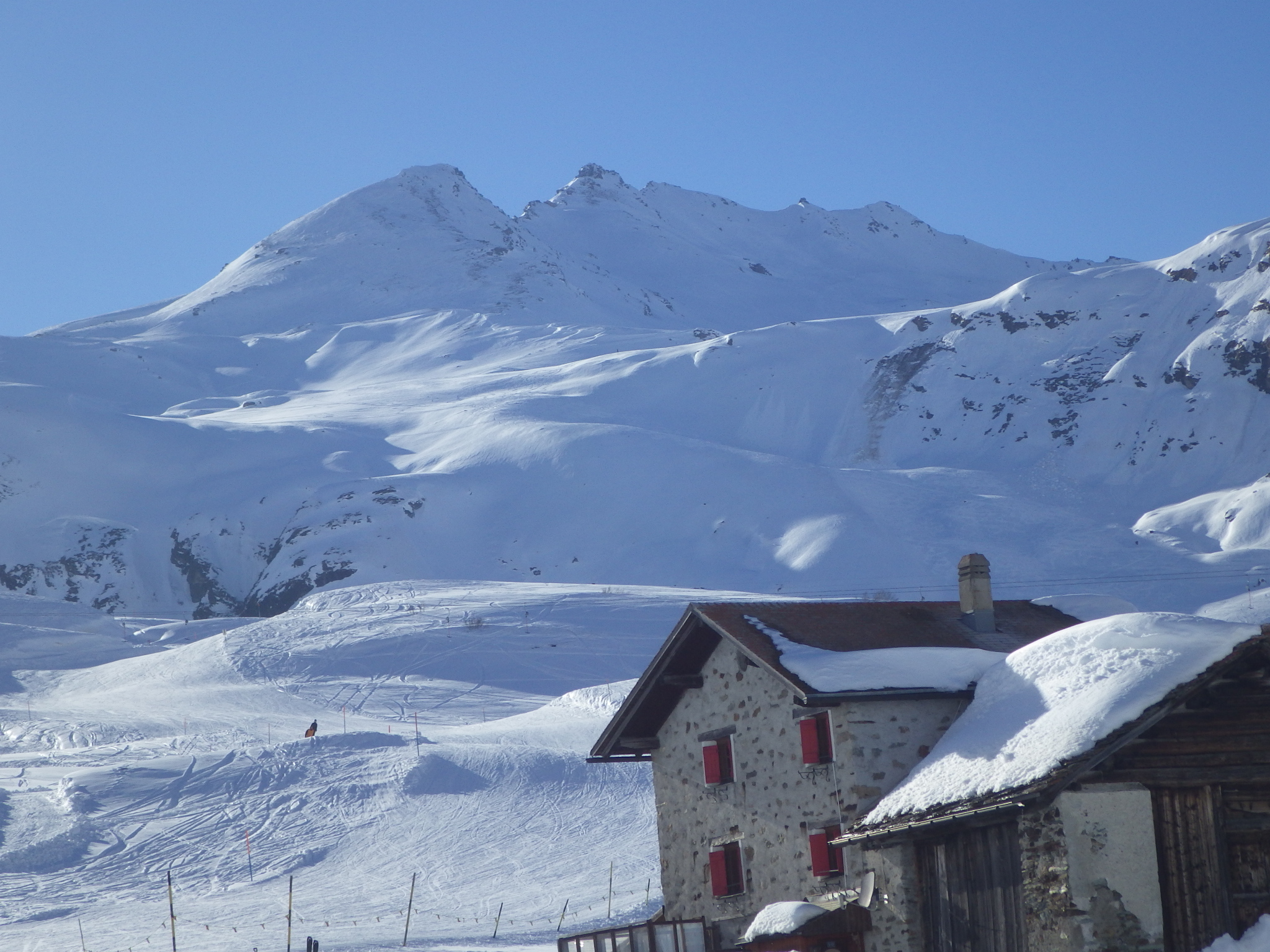

蘇帕雷峰（Piz Surparé），是瑞士的山峰，位於該國東南部，由格勞賓登州負責管轄，屬於上哈爾布施泰因阿爾卑斯山脈的一部分，海拔高度3,078米，每年平均降雨量1,693毫米。